# Тіні (фільм)
«Тіні» (рос. «Тени») — російський радянський повнометражний кольоровий художній фільм, поставлений на Кіностудії «Ленфільм» в 1953 році режисерами Миколою Акімовим та Надією Кошеверової за однойменною п'єсою Салтикова-Щедріна.
П'єса, написана Салитковим-Щедріним в 1865 році, була знайдена і вперше опублікована в 1914 році, тоді ж, у версії допущеної цензурою, єдиний раз поставлена. Справжній текст п'єси був опублікований тільки в 1935 році, і більше п'єса не публікувалася аж до 1954 року - до того моменту як в 1953 році «Тіні» були поставлені в Ленінграді Н.П.Акімовим, а потім з великим успіхом пройшовши в інших театрах, були екранізовані.

## Зміст
Фільм знятий за однойменною п'єсою М.Є. Салтикова-Щедріна. Дія розгортається в 60-ті роки 19 століття. Бобирєв приїжджає з провінції до столиці Російської імперії. Він сподівається, що йому допоможе влаштуватися тут давній приятель, який став впливовою людиною. Та у знайомого свої види на Бобирєва і його дружину, чарівну і красиву Софію.

## Ролі
Артисти ленінградського державного театру ім. Ленсовета
- Валентин Лебедєв — Клаверов
- Володимир Петров — Бобирьов
- Галина Короткевич — Софія Олександрівна, дружина Бобирева
- Віра Будрейко — Ольга Дмитрівна, мати Софії
- Юрій Бубликов — Набойкін
- Анатолій Абрамов — Свистіков
- Олександр Гюльцен — князь Тараканов (молодий)
- Овсій Каган — Обтяжнов
- Євген Гвоздьов — Нарукавников
- В. Фомічов — мсьє Апрянін
- Дмитро Безсонов — мсьє Камаржінцев

## В епізодах
Артисти театру
- Володимир Таскин — князь Тараканов (старий)
- Олексій Розанов — кур'єр
- Олександр Естрін — перукар
- П. Мілютін — епізод
- В. Лопатнєв — Іван, лакей
- Берта Виноградова — Клара (в титрах не вказана)

## Знімальна група
- Постановка - Миколи Акімова, Надії Кошеверової
- Оператори - Мойсей Магід, Лев Сокольський
- Художники - Микола Акімов, Белла Маневич
- Композитор - Дмитро Толстой
- Звукооператор - Ілля Воік
- Комбіновані зйомки:
Оператор - Михайло Покровський
Художник - Михайло Кроткін
- Монтаж - Олександр Івановський
- Директор картини - Мойсей Генденштейн

Микола Акімов, як постановник вистави за яким знімався фільм, згадував:
Переклад театрального спектаклю на мову кіно вчиняється у різних випадках по-різному ... існує кілька течій. Особливо контрастні дві крайні точки зору: протокольне знято спектаклю, так, як він видно з середини залу для глядачів, і вільне створення фільму на матеріалі п'єси.
Ми переконані, що істина розташована посередині, що необхідно, зберігаючи загальний режисерський малюнок спектаклю, вільно переводити його на мову кінематографа і, ... виходити за межі театральної декорації. Досвід показав, що можливо і допустимо повна зміна мізансцени при точному збереженні внутрішнього рішення, психологічного малюнка сцени і окремих образів.

Цього, як нам здається, вдалося досягти. Незважаючи на величезну кількість змін - введення ряду пантомімних сцен, вихід на вулиці старого Петербурга, — збережені всі принципи режисерського рішення, розуміння, трактування п'єси і її образів, досягнуті в процесі театральної постановки.